# Unione Sportiva Palermo 1945-1946
Questa voce raccoglie le informazioni riguardanti l'Unione Sportiva Palermo nelle competizioni ufficiali della stagione 1945-1946.

## Stagione
Nella stagione 1945-1946, il Palermo, detentore del Campionato siciliano 1944-1945, venne invitato a partecipare alla Divisione Nazionale. Il club accettò l'invito da parte della Lega Nazionale Centro-Sud e fu incluso nella Serie mista A-B Centro-Sud, il secondo girone dopo la Serie A Alta Italia, chiudendo al settimo posto in classifica, a pari punti con la Lazio.
Infatti, nell'Italia da poco uscita dalla Seconda guerra mondiale, la Federazione Italiana Giuoco Calcio organizzò un torneo misto che, complessivamente, rappresentava il massimo livello calcistico dell'epoca, a cui partecipavano squadre di Serie A e squadre di Serie B: fu il primo e ultimo campionato non a girone unico dal 1929. I rosanero ne presero parte in qualità di società di Serie B, che avevano disputato nel 1942-1943 sebbene non l'avessero terminata, per cause belliche.

## Organigramma societario
Area direttiva
- Presidente: Giuseppe Agnello

Area tecnica
- Allenatore: Maximiliano Faotto

## Rosa
| N. |                    | Ruolo | Calciatore          |
| -- | ------------------ | ----- | ------------------- |
|    | Italia (bandiera)  | P     | Ivano Corghi        |
|    | Italia (bandiera)  | P     | Gian Battista Corso |
|    | Italia (bandiera)  | D     | Bruno Cappellini    |
|    | Italia (bandiera)  | D     | Mario Tozi          |
|    | Uruguay (bandiera) | D     | Maximiliano Faotto  |
|    | Italia (bandiera)  | C     | Gaetano Conti       |
|    | Italia (bandiera)  | C     | Romolo Sforza       |
|    | Italia (bandiera)  | C     | Aristide Noseda     |

| N. |                    | Ruolo | Calciatore                 |
| -- | ------------------ | ----- | -------------------------- |
|    | Italia (bandiera)  | C     | Francesco Paolo De Rosalia |
|    | Italia (bandiera)  | C     | Guerrino Carraro           |
|    | Uruguay (bandiera) | C     | Víctor Tortora             |
|    | Italia (bandiera)  | C     | Mario Galassi              |
|    | Italia (bandiera)  | A     | Pietro Bazan               |
|    | Italia (bandiera)  | A     | Carmelo Di Bella           |
|    | Italia (bandiera)  | A     | Luigi Perugini             |
|    | Italia (bandiera)  | A     | Renato Antolini            |

## Risultati

### Campionato Misto Serie A-B Centro-Sud

#### Girone di andata
| Arbitro: | Maurelli (Roma) |

|  |           |                       |
|  | Marcatori | 18’, 77’ Di Benedetti |

| 28 ottobre 1945 2ª giornata |  | – Turno di riposo |  |  |

| Arbitro: | Piselli |

|           |           |                         |
| Ratti 47’ | Marcatori | 20’ Di Bella 41’ Bazzan |

| Pescara 11 novembre 1945 4ª giornata | Pescara   | 0 – 0 referto | Palermo | Stadio Rampigna\| Arbitro: \| Niccolini \| |
| Arbitro:                             | Niccolini |               |         |                                            |

| Arbitro: | Cappucci (Roma) |

|            |           |  |
| Noseda 20’ | Marcatori |  |

| Arbitro: | Altomare (Taranto) |

|  |           |              |
|  | Marcatori | 15’ Brunetti |

| Arbitro: | Cristanello (Bari) |

|                    |           |  |
| Gei 16’ Gritti 48’ | Marcatori |  |

| Arbitro: | Gemini (Roma) |

|              |           |  |
| Polacchi 56’ | Marcatori |  |

| Arbitro: | Vannini (Bologna) |

|             |           |  |
| Carraro 50’ | Marcatori |  |

| 23 dicembre 1945 10ª giornata |  | – Turno di riposo |  |  |

| Palermo 30 dicembre 1945 11ª giornata | Palermo          | 0 – 0 referto | Napoli | Stadio La Favorita\| Arbitro: \| Scotti (Taranto) \| |
| Arbitro:                              | Scotti (Taranto) |               |        |                                                      |

| Arbitro: | Altomare (Taranto) |

|                        |           |              |
| Urilli 23’ Krieziu 86’ | Marcatori | 70’ Perugini |

#### Girone di ritorno
| Arbitro: | Pasinetti (Roma) |

|                                   |           |              |
| Di Benedetti 10’ Minelli 38’, 70’ | Marcatori | 78’ Di Bella |

| 27 gennaio 1946 14ª giornata |  | – Turno di riposo |  |  |

| Arbitro: | Gemini (Roma) |

|                                       |           |  |
| Bazan 43’ Di Bella 77’ De Rosalia 89’ | Marcatori |  |

| Arbitro: | Stampacchia (Nola) |

|              |           |  |
| Di Bella 50’ | Marcatori |  |

| Arbitro: | Maurelli (Roma) |

|                                               |           |                        |
| Zidarich I 9’ Zidarich II 47’ Raccis 58’, 81’ | Marcatori | 12’ Tozzi 54’ Perugini |

| Arbitro: | Buonamartini (Firenze) |

|  |           |              |
|  | Marcatori | 40’ Antolini |

| Palermo 3 marzo 1946 19ª giornata | Palermo        | 0 – 0 referto | Fiorentina | Stadio La Favorita\| Arbitro: \| Dattilo (Roma) \| |
| Arbitro:                          | Dattilo (Roma) |               |            |                                                    |

| Arbitro: | Colamarino (Torre del Greco) |

|                   |           |                                 |
| Perugini 28’, 48’ | Marcatori | 7’ (aut.) Sforza 83’ Pellegatta |

| Salerno 17 marzo 1946 21ª giornata | Salernitana     | 0 – 0 referto | Palermo | Stadio Comunale\| Arbitro: \| Di Paola (Bari) \| |
| Arbitro:                           | Di Paola (Bari) |               |         |                                                  |

| 24 marzo 1946 22ª giornata |  | – Turno di riposo |  |  |

| Arbitro: | Cappucci (Roma) |

|                 |           |  |
| Lushta 15’, 76’ | Marcatori |  |

| Arbitro: | Vannini (Bologna) |

|              |           |                                     |
| Perugini 85’ | Marcatori | 21’ Amadei 44’ Jacobini 66’ Krieziu |

## Statistiche

### Statistiche dei giocatori
| Giocatore       | Serie mista A-B Centro-Sud | Serie mista A-B Centro-Sud |
| Giocatore       | Presenze                   | Reti                       |
| --------------- | -------------------------- | -------------------------- |
| R. Antolini     | 17                         | 1                          |
| P. Bazan        | 13                         | 2                          |
| B. Cappellini   | 20                         | 0                          |
| G. Carraro      | 16                         | 1                          |
| G. Conti        | 19                         | 0                          |
| I. Corghi       | 18                         | -?                         |
| G.B. Corso      | 2                          | -?                         |
| F.P. De Rosalia | 12                         | 1                          |
| C. Di Bella     | 17                         | 4                          |
| M. Faotto       | 0                          | 0                          |
| M. Galassi      | 7                          | 0                          |
| A. Noseda       | 17                         | 1                          |
| L. Perugini     | 18                         | 5                          |
| R. Sforza       | 20                         | 0                          |
| V. Tortora      | 4                          | 0                          |
| M. Tozi         | 20                         | 1                          |